# Josepmir Ballón
Josepmir Aarón Ballón Villacorta (* 21. März 1988 in Lima) ist ein peruanischer Fußballspieler. Der defensive Mittelfeldspieler spielt seit 2009 für die Peruanische Fußballnationalmannschaft und wurde sieben Mal nationaler Meister. 

## Karriere

### Verein
Josepmir Ballón spielte in der Jugend in seiner Heimatstadt bei Academia Deportiva Cantolao. Im Januar 2007 wechselte der Mittelfeldspieler zu Universidad de San Martín und debütierte im Torneo Descentralizado. Nach guten Leistungen wechselte der inzwischen zum Nationalspieler gewordene Ballón Mitte 2010 auf Leihbasis zu River Plate. Doch weil River gerade durch eine sportlich schwere Zeit ging, konnte auch der Peruaner nicht beim argentinischen Klub überzeugen und kehrte zu seinem Stammverein Universidad de San Martín zurück, mit dem er 2007, 2008 und 2010 peruanischer Meister geworden war. Bis 2014 lief Ballón noch für die Universitätsmannschaft auf und wechselte dann zu Sporting Cristal, mit denen er zwei weitere Meistertitel gewinnen konnte.
Im Januar 2019 zog es ihn erneut ins Ausland und er spielte eine Saison in Chile bei Universidad de Concepción. Ab 2020 spielte Ballón für Alianza Lima und holte in den Saisons 2021 und 2022 zwei weitere Meistertitel. Nach Ablauf seines Vertrages Ende 2023 entschied sich der Defensivspieler für einen Wechsel zu Universidad César Vallejo.

### Nationalmannschaft
Josepmir Ballón debütierte für die A-Nationalmannschaft 2009 unter Trainer José del Solar. Zuvor hatte der Ballón bereits mit der U-17-Nationalmannschaft an der Weltmeisterschaft 2005 im eigenen Land teilgenommen, bei der Peru jedoch schon in der Gruppenphase scheiterte.
Ballón absolvierte vier Turnierspiele bei der Copa América 2011 in Argentinien, bei der der Andenstaat den dritten Platz erreichte. Bei der Copa América 2015 kam der Mittelfeldspieler zu fünf Turnierpartien und wurde erneut mit seinem Team Turnierdritter. In beiden Turnieren schied Peru im Halbfinale gegen den späteren Sieger aus. Nach drei Jahren ohne Länderspiel wurde Ballón in den Kader für die Copa América 2019 berufen. Ballón wurde im dritten Gruppenspiel gegen Brasilien und im Halbfinale gegen Chile jeweils eingewechselt. Peru gelang der Einzug ins Finale, verlor dort aber gegen Gruppengegner Brasilien.

## Erfolge
Universidad San Martín
- Peruanischer Meister: 2007, 2008, 2010

Sporting Cristal
- Peruanischer Meister: 2014, 2016

Alianza Lima
- Peruanischer Meister: 2021, 2022